# Беляков, Олег Сергеевич
Беляков Олег Сергеевич (3 апреля 1933, Ленинград — 23 июля 2003, Москва) — советский хозяйственный, государственный и политический деятель.

## Биография
Родился 3 апреля 1933 года, русский. Член КПСС с 1961 года. Окончил Высшее военно-морское инженерное училище имени Ф. Э. Дзержинского. В 1952–1960 служил в Советской Армии.
С 1960 года на различных инженерных должностях в НИИ. С 1964 года на партийной работе: заместитель секретаря парткома предприятия, заместитель заведующего отделом райкома партии, инструктор, заместитель заведующего отделом Ленинградского обкома КПСС. С 1972 года в аппарате ЦК КПСС; заведующий сектором, заместитель заведующего отделом оборонной промышленности ЦК КПСС, помощник секретаря ЦК, заведующий отделом оборонной промышленности (с 1985 по 1988, с 1988 – Оборонный отдел).
Избирался депутатом Верховного Совета СССР 11-го созыва, народным депутатом СССР. Член комиссии Верховного Совета СССР (1989—1991) по вопросам обороны, безопасности и правопорядка.
На XXVII-м съезде КПСС был избран членом ЦК. Делегат 19-й партконференции от Пермской облпарторганизации.
Умер в Москве 23 июля 2003 года; похоронен на Троекуровском кладбище.